# Nadia Hategan
Nadia Hategan (Mediaş, Rumania, 13 de agosto de 1979) es una gimnasta artística rumana, dos veces campeona del mundo en el concurso por equipos en 1994 y 1995.

## Carrera deportiva
En el Mundial de Dortmund 1994 gana el oro en el concurso por equipos, por delante de Estados Unidos y Rusia (bronce), siendo sus compañeras de equipo: Lavinia Milosovici, Gina Gogean, Simona Amanar, Daniela Maranduca, Claudia Presacan y Ionela Loaies.
En el Mundial de Sabae 1995 gana de nuevo el oro por equipos, por delante de China (plata) y Estados Unidos (bronce), siendo sus compañeras de equipo en esta ocasión: Lavinia Milosovici, Gina Gogean, Simona Amanar, Andreea Cacovean, Claudia Presacan y Alexandra Marinescu.